# إسماعيل المحاقري
إسماعيل المحاقري سياسي يمني هو وزير الشؤون القانونية في حكومة الإنقاذ الوطني برئاسة عبد العزيز بن حبتور التابعة للمجلس السياسي الأعلى في سلطة صنعاء منذ 10 نوفمبر 2018.